# Liste der Kulturdenkmale in Lauenhain (Mittweida)
In der Liste der Kulturdenkmale in Lauenhain sind die Kulturdenkmale des Mittweidaer Ortsteils Lauenhain verzeichnet, die bis September 2024 vom Landesamt für Denkmalpflege Sachsen erfasst wurden (ohne archäologische Kulturdenkmale). Die Anmerkungen sind zu beachten.
Diese Aufzählung ist eine Teilmenge der Liste der Kulturdenkmale in Mittweida.

## Lauenhain
| Bild                                    | Bezeichnung | Lage                           | Datierung | Beschreibung | ID       |
| --------------------------------------- | --- | ------------------------------ | --- | --- | -------- |
|                                         | Wohnhaus | Am Dorfberg 3 (Karte)          | 2. Hälfte 19. Jahrhundert                                                                                             | Bildet mit Nummer 5 und 7 ein Ensemble, baugeschichtlich von Bedeutung. Erdgeschoss massiv, Porphyrgewände, Obergeschoss eine Seite Sicht-Fachwerk, die andere verkleidet. | 08961102 |
|                                         | Nordöstliches Wohnstallhaus, südwestliches Seitengebäude und südöstliches Durchfahrtsgebäude eines Vierseithofes | Am Dorfberg 4 (Karte)          | 1. Hälfte 19. Jahrhundert                                                                                             | Regionaltypisches Fachwerk-Ensemble, bau- und wirtschaftsgeschichtlich von Bedeutung. - Wohnstallhaus: Erdgeschoss massiv, Obergeschoss mit Halbmann-Figuren, abgestufte Traufe, Giebel Schiefer, Ladeluke, großes Krüppelwalmdach - Durchfahrtsgebäude: Bruchsteinmauerwerk, Obergeschoss Fachwerk, verkleidet, Giebel Schiefer - Stallscheune: Erdgeschoss mit Porphyrgewänden, Obergeschoss Fachwerk, Halbmann-Figuren, Krüppelwalmdach | 08961112 |
|                                         | Wohnhaus und Stützmauer                                                                                          | Am Dorfberg 5 (Karte)          | Türsturz bezeichnet mit 1869                                                                                          | Bildet mit Nummer 3 und 7 ein Ensemble, baugeschichtlich von Bedeutung. Erdgeschoss massiv, Porphyrgewände an Tür und Fenstern, Obergeschoss Fachwerk, verkleidet bzw. verputzt, Schieferdeckung. | 08961103 |
|                                         | Wohnhaus | Am Dorfberg 7 (Karte)          | 1. Hälfte 19. Jahrhundert                                                                                             | Bildet mit Nummer 3 und 5 ein Ensemble, baugeschichtlich von Bedeutung. Erdgeschoss massiv, profilierter Türsturz, originales Türblatt, Obergeschoss Fachwerk, verbrettert, sehr kleine Fenster, Schieferdeckung. | 08961104 |
|                                         | Wohnhaus | Am Dorfberg 10 (Karte)         | Anfang 19. Jahrhundert                                                                                                | Bau- und heimatgeschichtlicher Wert. Erdgeschoss massiv, Obergeschoss vier Seiten Fachwerk. | 08961105 |
|                                         | Westliches Wohnhaus, nördliches Seitengebäude und östliches Durchfahrtsgebäude eines Vierseithofes               | Am Dorfberg 14 (Karte)         | 2. Hälfte 19. Jahrhundert                                                                                             | Beispiel für die spätere Holzbauweise, bau- und wirtschaftsgeschichtlich von Bedeutung. - Wohnhaus: Erdgeschoss mit Porphyrgewänden, Obergeschoss Fachwerk, teils die Gefache ausgemauert, Außenseiten verkleidet, Anbau - Seitengebäude (Stallscheune): Erdgeschoss Backstein, Porphyrgewände, Obergeschoss preußisches Fachwerk, alte Fenster - Durchfahrt: Erdgeschoss massiv, Obergeschoss Fachwerk, Schieferdeckung | 08961108 |
|                                         | Wohnhaus und Scheune eines Dreiseithofes                                                                         | Am Dorfberg 15 (Karte)         | Anfang 19. Jahrhundert (Bauernhaus); 2. Hälfte 19. Jahrhundert (Scheune)                                              | Beide Gebäude in Fachwerkbauweise, baugeschichtlich von Bedeutung, wichtig für das Ortsbild. - Wohnhaus: Erdgeschoss massiv, Obergeschoss und Giebel Fachwerk, aufgebrettert (saniert) - Scheune: Fachwerk mit Drempel | 08961107 |
|                                         | Südliches Wohnstallhaus und östliches Seitengebäude eines Vierseithofes                                          | Am Dorfberg 16 (Karte)         | Bezeichnet mit 1864 (Durchfahrtsgebäude); Ende 19. Jahrhundert (Wohnstallhaus)                                        | Beide Gebäude in Fachwerkbauweise, bau- und heimatgeschichtlich von Bedeutung. - Wohnstallhaus: Erdgeschoss massiv, zwei Porphyrgewände mit Zahnschnittfries und Tafel, Obergeschoss Fachwerk, ein Giebel massiv, Krüppelwalmdach - Seitengebäude mit Durchfahrt: verputztes Feldsteinmauerwerk, Porphyrgewände, Obergeschoss Fachwerk verschiefert, Krüppelwalmdach, Fensterläden, Ladeluke - nördliches Seitengebäude (Abbruch zwischen 2011 und 2014): Erdgeschoss massiv, zwei Einfahrten, ein Giebel massiv, Obergeschoss regelmäßiges Fachwerk, Krüppelwalmdach (Schiefer), Blitzableiter | 08961114 |
|                                         | Scheune eines Bauernhofes                                                                                        | Am Dorfberg 17 (Karte)         | 2. Hälfte 19. Jahrhundert                                                                                             | Ortsbildprägende Fachwerkscheune, baugeschichtlich von Bedeutung. Fachwerk mit Drempel, Krüppelwalmdach. | 08961109 |
|                                         | Südliches Wohnstallhaus, östliches Seitengebäude und zwei Scheunen eines Vierseithofes                           | Am Dorfberg 18 (Karte)         | Schlussstein bezeichnet mit 1777 (Wohnstallhaus); um 1780 (Durchfahrtsgebäude und Scheune)                            | Bemerkenswerte geschlossene Hofanlage in Fachwerkbauweise, einer der ältesten Höfe im Ort, bau-, heimat- und wirtschaftsgeschichtlich von Bedeutung. - Wohnstallhaus: Erdgeschoss massiv, Porphyrgewände, Stichbogenportal, Obergeschoss kräftiges Fachwerk, hinterer Teil massiv, Giebel verbrettert - Durchfahrtsgebäude: Erdgeschoss massiv, Obergeschoss und Giebel Fachwerk, Schiebefenster, Dach Schiefer - Scheune mit Durchfahrt: Fachwerk, Giebel und Sockel Feldsteine, Holzverschlag, außen verbrettert - Scheune: Fachwerk, verbrettert                                             | 08961115 |
|                                         | Östliches Wohnstallhaus, Torbogen, nördliches und südliches Seitengebäude sowie Scheune eines Vierseithofes      | Am Dorfberg 22 (Karte)         | Um 1800 (Wohnstallhaus); Anfang 19. Jahrhundert (Stallscheune); 2. Hälfte 19. Jahrhundert (Seitengebäude und Scheune) | Wichtiger Teil der alten Ortsbebauung, bau- und wirtschaftsgeschichtlich von Bedeutung. - Wohnstallhaus: Erdgeschoss massiv, Obergeschoss Fachwerk, Stallteil massiv, Giebel Schiefer - nördliches Seitengebäude: Erdgeschoss massiv, Obergeschoss Fachwerk, Schiebefenster - südliches Seitengebäude: ebenso, aber Dach- und Obergeschoss-Bereich verformt - Scheune: Fachwerk ausgemauert, Außenseite Schiefer, großer Torbogen mit Holztor | 08961110 |
|                                         | Nördliches Wohnstallhaus und westliches Seitengebäude eines Vierseithofes                                        | Am Dorfberg 28 (Karte)         | Mitte 19. Jahrhundert                                                                                                 | Baulich bemerkenswerter und exponiert gelegener Hof, beide Gebäude in Fachwerkbauweise mit markanten hohen Mansardwalmdächern, bau- und heimatgeschichtlich von Bedeutung. - Wohnstallhaus: Erdgeschoss massiv, einige Porphyrgewände, Obergeschoss Fachwerk, hohes Mansardwalmdach - Stallscheune: Erdgeschoss massiv, Porphyrgewände, Obergeschoss Hofseite Fachwerk, drei Seiten massiv, Giebel Schiefer, Ladeluke, Mansardwalmdach, Lastenaufzug | 08961118 |
|                                         | Westliches Wohnstallhaus eines Vierseithofes                                                                     | An der Talsperre 2 (Karte)     | 1. Drittel 19. Jahrhundert                                                                                            | Wichtig für die Ortsstruktur, baugeschichtlich von Bedeutung. Erdgeschoss massiv, Reste von Porphyrgewänden, Obergeschoss Fachwerk, verputzt bzw. verschiefert, kleines Walmdach, massiver Anbau. | 08961117 |
| Direkt Bild zu diesem Denkmal hochladen | Betonteile (Bug und Heck) eines ehemaligen Schiffsmodells (Betonschiff „Niobe“)                                  | An der Talsperre 5 (Karte)     | 1933–1934 | Stahlbetonkonstruktion, Schiffsmodell für die vormilitärischen Ausbildung in einem „SA-Seesport-Übungslager“ errichtet, hölzerne Schiffsteile (Masten, Kajüten) nach dem Zweiten Weltkrieg geplündert und abgerissen, zeitgeschichtliche Bedeutung | 09307270 |
| Weitere Bilder                          | Waldhaus Lauenhain: Gaststätte (ohne modernen Anbau)                                                             | An der Talsperre 10 (Karte)    | 1928 | Oberhalb der Talsperre Kriebstein gelegen, im Schweizer Stil errichteter Bau, bau- und touristikgeschichtlich von Bedeutung. Gattungstypischer Bau im Schweizerstil, ursprünglich auf Hakengrundriss, Sockel Polygonmauerwerk, Erdgeschoss verputzt, Obergeschoss dekorativ verbrettert, verglaste Veranda, Dachüberstand mit gesägten Pfetten, Schlagläden, saniert. | 08961120 |
|                                         | Östliches Wohnstallhaus und nördliche Scheune eines Dreiseithofes                                                | Bleichweg 4 (Karte)            | Anfang 19. Jahrhundert (Wohnstallhaus); 2. Hälfte 19. Jahrhundert (Scheune)                                           | Zusammen mit Bleichweg 3 Zeugnis des alten Dorfbildes, bau- und wirtschaftsgeschichtlich von Bedeutung. - Wohnstallhaus: Erdgeschoss massiv, Porphyrgewände, Obergeschoss Fachwerk, Giebeldreieck Schiefer, doppelte Biberschwanzdeckung - Scheune: Fachwerk mit Drempel | 08961101 |
|                                         | Mord- und Sühnekreuz                                                                                             | Bleichweg 8 (bei) (Karte)      | Spätmittelalter | Gedrungenes Porphyrsteinkreuz, ca. 40 cm hoch, ortsgeschichtlich von Bedeutung. Straßenseitig Schwert eingeritzt. | 08961152 |
|                                         | Häuslerhaus | Dorfstraße 3 (Karte)           | Um 1800 | Bau- und heimatgeschichtlich von Bedeutung. Erdgeschoss massiv, Porphyrgewände, Garageneinbau, Obergeschoss Fachwerk, (neu) verbrettert, Traufbereich verformt. | 08961098 |
|                                         | Denkmal für die Gefallenen des Ersten und Zweiten Weltkrieges                                                    | Dorfstraße 19f (neben) (Karte) | Nach 1918; nach 1945                                                                                                  | Ortsgeschichtlich von Bedeutung. Tafel mit Eisernem Kreuz, seitlich abgeknickter Eichenbaum, Stahlhelm, auf Sockel, mit Einfassung, daneben zwei Tafeln mit Namen der Gefallenen des Zweiten Weltkrieges | 08961093 |
|                                         | Wohnstallhaus eines Bauernhofes                                                                                  | Dorfstraße 28 (Karte)          | Anfang 19. Jahrhundert                                                                                                | Weitgehend unveränderte Fachwerk-Substanz, entscheidend bildprägende Lage, bau- und heimatgeschichtlich von Bedeutung. Erdgeschoss massiv, Porphyrgewände, profilierter Türsturz, Obergeschoss Fachwerk, Giebel verkleidet, sonst verschiefert (Verschieferung löst sich), großes Dach, Krüppelwalm, alte Fenster, originale Tür, Außenseite mit Stichbogenportal. | 08961095 |
|                                         | Südliches Seitengebäude eines Bauernhofes                                                                        | Dorfstraße 30 (Karte)          | Anfang 19. Jahrhundert                                                                                                | Bildete zusammen mit Nummer 28 ursprünglich einen Hof, Obergeschoss Fachwerk verbrettert, baugeschichtlich von Bedeutung. Erdgeschoss massiv, Porphyrgewände, ehemals hölzerner Eingangsvorbau, Krüppelwalmdach. | 08961096 |
|                                         | Westliches Wohnstallhaus, östliches Seitengebäude und nördliche Scheune eines Vierseithofes                      | Dorfstraße 34 (Karte)          | Mitte 18. Jahrhundert (Seitengebäude); 2. Hälfte 19. Jahrhundert (Wohnstallhaus und Scheune)                          | Alle Gebäude in Fachwerkbauweise, bau- und wirtschaftsgeschichtlich von Bedeutung. - Wohnstallhaus: Erdgeschoss massiv, Obergeschoss Fachwerk, drei Seiten verkleidet - Scheune: Fachwerk, teils massiv, Seitengebäude: Erdgeschoss massiv, Obergeschoss Fachwerk, Balkenköpfe ausgesägt, Brettbaluster, kräftige Stiele, Ladeluke, Dachüberstand | 08961099 |
|                                         | Nordöstliches Wohnstallhaus und nordwestliche Scheune eines Dreiseithofes                                        | Straße des Friedens 11 (Karte) | Ende 19. Jahrhundert                                                                                                  | Beispiel für die jüngere Fachwerkbauweise, baugeschichtlich von Bedeutung. - Wohnstallhaus: Erdgeschoss massiv, einige Porphyrgewände, Obergeschoss Fachwerk, verschiefert, Giebel verkleidet - Scheune: mit Drempel, preußisches Fachwerk, böhmisch verbrettertes Tor, Feldsteinsockel | 08961126 |
|                                         | Wohnhaus, Nebengebäude und Einfriedung                                                                           | Straße des Friedens 21 (Karte) | Um 1900 | Straßenbildprägendes Klinkerwohnhaus, baugeschichtlich von Bedeutung. Zweigeschossiger Bau mit seitlichem Risalit, Steinsockel, Akzentuierungen durch Blendbogen, Pilaster, Ableitungsbögen und Gesimse, Sandsteingewände, originale Fenster, Dachüberstand mit Ziergiebel und -sparren, hölzerner Eingangsvorbau, dazugehöriges Nebengebäude in gleicher Ausführung. | 08961121 |
|                                         | Wohnhaus mit Einfriedung                                                                                         | Straße des Friedens 31 (Karte) | Um 1920 | Zeittypischer Bau mit geometrisierenden Heimatstilelementen, singulär im Ort, baugeschichtlich von Bedeutung. Wohnhaus auf unregelmäßigem Grundriss, hoher Porphyrsockel (Polygonmauerwerk), zweigeschossig, variantenreiche Fensterformen, polygonale Treppenhaus-Auslucht, überdachter Eingangsbereich, Gesimse, südseitig Balkon auf Säulen, verkröpftes Kranzgesims, vorgezogenes Dach, Dachhäuschen, Farbglasfenster im Treppenhaus, Schieferdeckung. | 08961124 |

## Ehemalige Kulturdenkmale
| Bild                                    | Bezeichnung                                                         | Lage                  | Datierung | Beschreibung | ID       |
| --------------------------------------- | ------------------------------------------------------------------- | --------------------- | --- | --- | -------- |
| Direkt Bild zu diesem Denkmal hochladen | Westliches Wohnhaus eines Gehöfts                                   | Bleichweg 6 (Karte)   | Um 1800 | Obergeschoss Fachwerk, wichtiger Bestandteil der älteren Ortsbebauung, baugeschichtlich von Bedeutung. Erdgeschoss massiv, Porphyrgewände, Giebel Schiefer, Dachüberstand. 2015 lag bereits ein Antrag zum Abriss vor, zwischen 2016 und 2018 abgerissen. | 08961100 |
| Direkt Bild zu diesem Denkmal hochladen | Westliches Wohnstallhaus und zwei Stallscheunen eines Vierseithofes | Dorfstraße 1 (Karte)  | 1. Hälfte 19. Jahrhundert (südl. Seitengebäude); 2. Hälfte 19. Jahrhundert (Wohnstallhaus und östliches Seitengebäude) | Alle Gebäude in Fachwerkbauweise, bau- und wirtschaftsgeschichtlich von Bedeutung, straßenbildprägend am Ortseingang. - Wohnstallhaus: Erdgeschoss massiv, Porphyrgewände, Obergeschoss Fachwerk, Giebel verschiefert - Scheune: 2/3 massiv, Drempel Fachwerk, Giebel verschiefert - Stallscheunen: Erdgeschoss massiv, teilweise Porphyrgewände, Obergeschoss Fachwerk, teils verschiefert oder verbrettert, alte Fenster Der gesamte Hof war ruinös, nördliche Scheune bereits zusammengebrochen (Stand 2014). Zwischen 2018 und 2020 abgerissen. | 08961097 |
| Direkt Bild zu diesem Denkmal hochladen | Nördliches Wohnhaus eines Vierseithofes                             | Dorfstraße 13 (Karte) | Ende 18. Jahrhundert                                                                                                   | Gutes Beispiel für die ältere Bausubstanz, baugeschichtlich von Bedeutung. Erdgeschoss Bruchstein verputzt, Obergeschoss Fachwerk, schmale Streben, zweiriegelig, Giebel verkleidet, Dachüberstand, Schieferdeckung, Anbau straßenseitig. Zwischen 2016 und 2018 abgerissen; an der Stelle des Wohnhauses steht heute ein Garagenbau. | 08961094 |

## Tabellenlegende
- Bild: Bild des Kulturdenkmals, ggf. zusätzlich mit einem Link zu weiteren Fotos des Kulturdenkmals im Medienarchiv Wikimedia Commons. Wenn man auf das Kamerasymbol klickt, können Fotos zu Kulturdenkmalen aus dieser Liste hochgeladen werden:
- Bezeichnung: Denkmalgeschützte Objekte und ggf. Bauwerksname des Kulturdenkmals
- Lage: Straßenname und Hausnummer oder Flurstücknummer des Kulturdenkmals. Die Grundsortierung der Liste erfolgt nach dieser Adresse. Der Link (Karte) führt zu verschiedenen Kartendiensten mit der Position des Kulturdenkmals. Fehlt dieser Link, wurden die Koordinaten noch nicht eingetragen. Sind diese bekannt, können sie über ein Tool mit einer Kartenansicht einfach nachgetragen werden. In dieser Kartenansicht sind Kulturdenkmale ohne Koordinaten mit einem roten bzw. orangen Marker dargestellt und können durch Verschieben auf die richtige Position in der Karte mit Koordinaten versehen werden. Kulturdenkmale ohne Bild sind an einem blauen bzw. roten Marker erkennbar.
- Datierung: Baubeginn, Fertigstellung, Datum der Erstnennung oder grobe zeitliche Einordnung entsprechend des Eintrags in der sächsischen Denkmaldatenbank
- Beschreibung: Kurzcharakteristik des Kulturdenkmals entsprechend des Eintrags in der sächsischen Denkmaldatenbank, ggf. ergänzt durch die dort nur selten veröffentlichten Erfassungstexte oder zusätzliche Informationen
- ID: Vom Landesamt für Denkmalpflege Sachsen vergebene, das Kulturdenkmal eindeutig identifizierende Objekt-Nummer. Der Link führt zum PDF-Denkmaldokument des Landesamtes für Denkmalpflege Sachsen. Bei ehemaligen Kulturdenkmalen können die Objektnummern unbekannt sein und deshalb fehlen bzw. die Links von aus der Datenbank entfernten Objektnummern ins Leere führen. Ein ggf. vorhandenes Icon  führt zu den Angaben des Kulturdenkmals bei Wikidata.